# Lepidostoma excavatum
Lepidostoma excavatum är en nattsländeart som beskrevs av Oliver S. Flint Jr. och Wiggins 1961. Lepidostoma excavatum ingår i släktet Lepidostoma och familjen kantrörsnattsländor. Inga underarter finns listade i Catalogue of Life.